# Generalstabsakademie Hannover
Die Generalstabsakademie in Hannover war eine Akademie zur Ausbildung des Generalstabs der Königlich Hannoverschen Armee. Die Anregung zur Gründung der Lehranstalt kam am 23. Juli 1823 von König Georg IV., der aufgrund der Personalunion zwischen Großbritannien und Hannover nicht selbst im Königreich Hannover lebte.

## Geschichte und Beschreibung
Im Jahr 1825 – nun in der Residenzstadt Hannover unter der Regentschaft von König Georg V. – wurden der Generalstabs-Lehranstalt im Obergeschoss des von Andertenschen Hauses, das seinerzeit eines von „fünf herrschaftlichen Häusern“ an der Leinstraße war, die zuvor von der Oberzolldirektion genutzten Zimmer im Obergeschoss des Hauses überlassen.
1832 entwarf der Maurermeister Carl Saß Pläne für die Umgestaltung der Feldapotheke, die zeitweilig in der alten „Hohen Schule“ an der Marktkirche untergebracht war, sowie der Artilleriebrigadeschule in der Artilleriestraße 10 – um dann dort die Unterrichtsanstalt für den Generalstab unterzubringen. Die Pläne – noch in der ersten Hälfte im Reichsarchiv vorhanden – wurden allerdings nicht ausgeführt.
Auch ein 1850 datierter Entwurf für einen Neubau des Generalkriegsgerichtes an der Georgstraße, in dessen zweitem Obergeschoss die Generalstabsakademie dann untergebracht werden sollte, wurde nicht realisiert.
Zeitweilig wurde die Stabsakademie unter der damaligen Adresse Osterstraße 93 in dem von Freitagschen Hause beziehungsweise in dem daneben liegenden ehemaligen Masebergschen Hause übergangsweise betrieben. Nach dem Abbruch der beiden Hannoverschen Kriegsministerialgebäude im Jahr 1879 bis 1880 war zuletzt das Haus Kanalstraße 5 behelfsmäßige Unterkunft für die Bildungseinrichtung des Militärs.

## Persönlichkeiten

### Lehrer und Dozenten
- ab dem 1. Oktober 1823: Georg Wilhelm Müller[3]
- 1824–1834 wirkte der Militär Carl August Graf von Alten als Kommandeur der Generalstabsakademie[4]
- Ernst Friedrich Wilhelm Bödeker (1779–1826), Konrektor des hannoverschen Lyceum, arbeitete nebenamtlich an der Generalstabsakademie.[5]
- um 1830: Wilhelm Havemann, unterrichtete die Fächer Geschichte und Deutsche Literatur[6]
- Theodor Ludwig Wittstein, Verfasser eines Mathematik-Lehrbuches[7]

### Schüler
- 1840–1844: Friedrich Dammers, königlich hannoverscher Generalmajor[8]
- Klaus Wyneken, Schleswig-Holsteinischer Major[7]

## Archivalien
Archivalien von und über die Generalstabsakademie fanden oder finden sich beispielsweise
- im Stadtarchiv Hannover als Zeichnung des Hannoverschen Kriegsministerialgebäudes in der Osterstraße 93 nach einem Aquarell[1]